# Policía auxiliar ucraniana

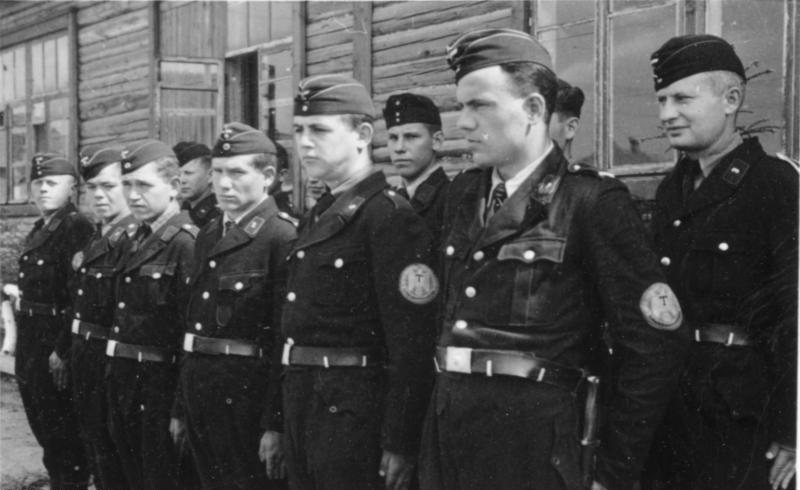

La Policía Auxiliar Ucraniana (en ucraniano: Українська допоміжна поліція, romanizado: Ukraínska dopomizhna politsiya; en alemán: Ukrainische Hilfspolizei) era el título oficial de la policía local establecida por la Alemania nazi durante la Segunda Guerra Mundial en el Reichskommissariat Ukraine (Comisariado del Reich para Ucrania); Poco después de la conquista alemana de la República Socialista Soviética de Ucrania en la Operación Barbarroja contra la Unión Soviética, el antiguo aliado de Alemania en la invasión de Polonia.
La Policía Auxiliar Ucraniana fue creada por Heinrich Himmler a mediados de agosto de 1941 y quedó bajo el control de la Ordnungspolizei alemana en el territorio del Gobierno General. El Reichskommissariat Ukraine se formó oficialmente el 20 de agosto de 1941. La fuerza uniformada estaba compuesta en gran parte de los antiguos miembros de la Milicia Popular de Ucrania creada por la OUN en junio. Había dos categorías de organizaciones armadas ucranianas controladas por alemanes. La primera comprendía unidades de la policía móvil llamadas Schutzmannschaft, o Schuma, organizadas a nivel de batallón y que se dedicaban al asesinato de judíos y a temas de seguridad durante la guerra en la mayoría de las áreas de Ucrania. Estaba subordinada directamente al Comandante alemán de la Policía de la OrPo de esa zona.
La segunda categoría fue la fuerza de policía local, aproximadamente, llamada simplemente la Policía Ucraniana (UP) por la administración alemana, que las SS levantaron con mayor éxito en el Distrito de Galitzia (formado el 1 de agosto de 1941) que se extiende al sureste desde el Gobierno General. Es más, el Distrito de Galitzia era una unidad administrativa separada del Reichskommissariat Ukraine y no estaban conectados entre sí políticamente.
Las formaciones de la UP aparecieron también más al este, en la Ucrania soviética ocupada por Alemania y en importantes ciudades como Kiev. Las fuerzas urbanas estaban subordinadas al comandante alemán de la Policía de Seguridad del Estado (Schutzpolizei o Schupo) destinado en la ciudad. Los puestos de la policía rural estaban subordinados al comandante alemán de la zona. Las estructuras de la Schupo y la Policía estaban subordinadas al Comandante de la Policía del área.

## Historia
La fuerza de Policía Local (UP) en la RSS de Ucrania ocupada se creó justo después del inicio de la Operación Barbarroja. Fue el resultado de una orden emitida el 27 de julio de 1941 por el comandante en jefe alemán de la OrPo en la Cracovia ocupada. La Policía Auxiliar Ucraniana en el nuevo distrito de Galitzia cayó bajo el mando de la oficina alemana del Gobierno General.

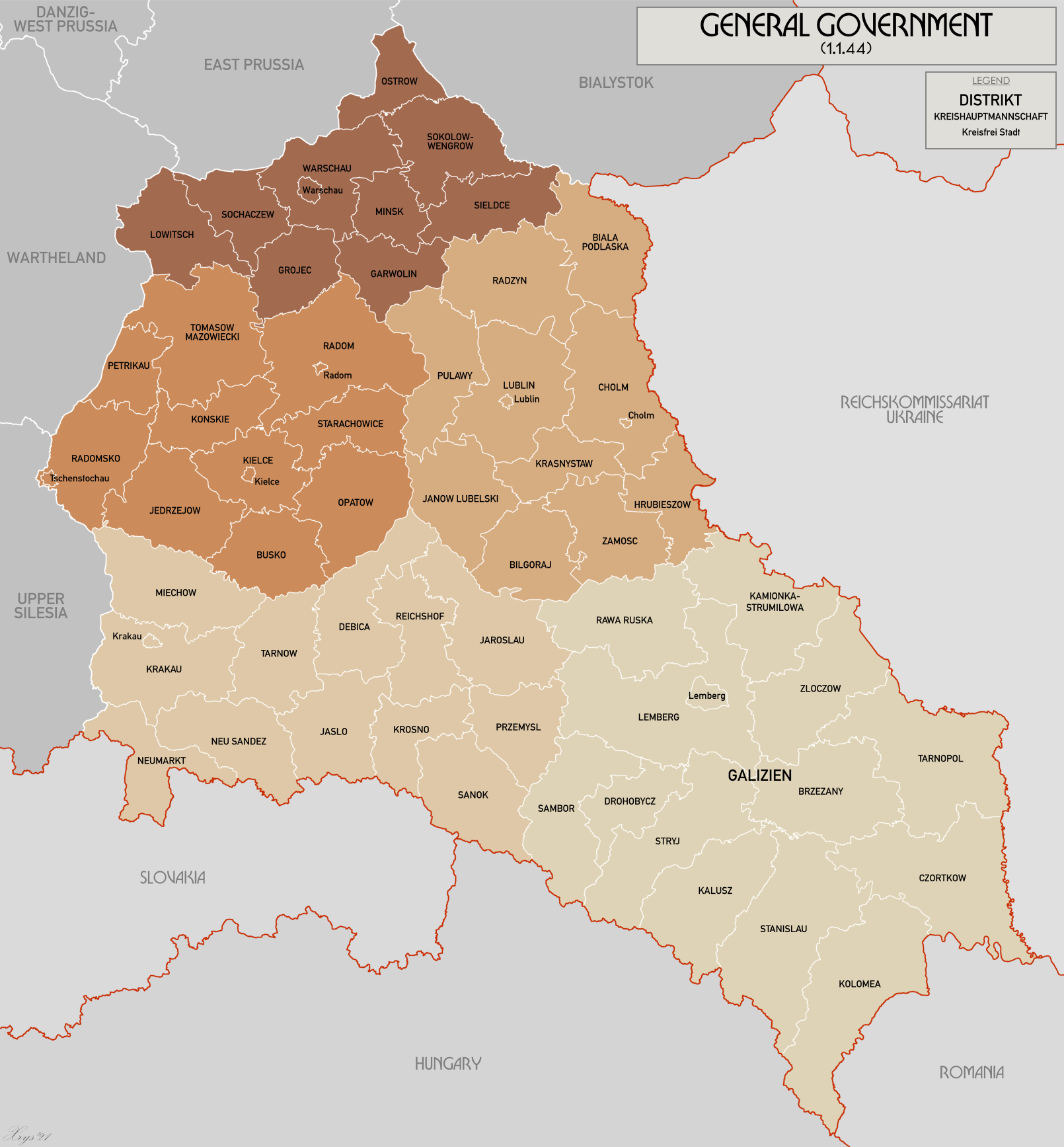
Mapa del Distrito de Galitzia.

No existía un verdadero centro de mando étnico ucraniano. El principal oficial de policía ucraniano, Vladimir Pitulay, alcanzó el rango de comandante y se convirtió en comandante de distrito (Major der Ukrainische Polizei und Kommandeur) en Lemberg (ahora Lviv). Una academia de policía fue establecida en Lviv por el Líder de la Policía-SS del distrito para cumplir con los planes de crecimiento. El director de la escuela fue Ivan Kozak. El número total de hombres alistados en el nuevo Distrikt Galizien políticamente independiente ascendió a 5,000 personas (de las 6000 previstas, ya que la policía fue percibida negativamente en Galitzia debido a las acciones alemanas en Ucrania), incluyendo 120 oficiales de bajo nivel que prestaron servicios allí. Las unidades se utilizaron principalmente para mantener el orden y llevar a cabo tareas de policía. Sus acciones fueron restringidas por otros grupos policiales como el Sonderdienst, formado por Volksdeutsche; La KriPo (Policía Criminal); La Bahnschutz (policía ferroviaria y de transporte); Y los Werkschutz, que mantuvieron el orden y custodiaron las plantas industriales. Fueron apoyados por la Policía de Protección de Ucrania y la Policía del Orden de Ucrania.

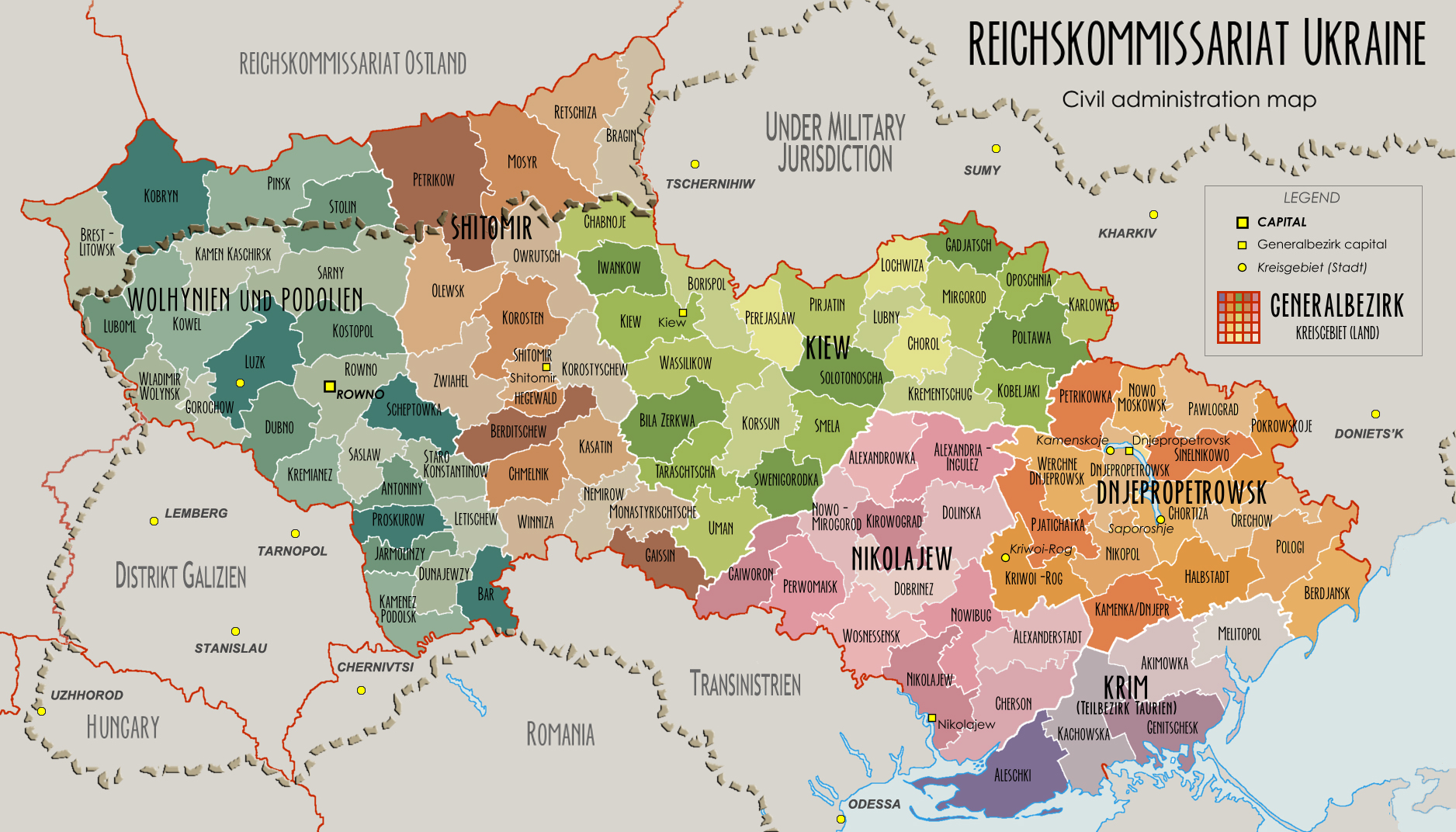
Mapa del Reichskommissariat Ukraine superpuesto con el contorno de la Ucrania actual.

En el recién formado Reichskommissariat Ukraine, las fuerzas policiales auxiliares fueron nombradas como Schutzmannschaft, y ascendieron a más de 35,000 hombres en todos los territorios ocupados, con 5,000 en Galitzia. Los nombres de los batallones reflejaban su jurisdicción geográfica. 
La composición del cuerpo de oficiales era representativa de la política exterior de Alemania. La profesora Wendy Lower, de la Universidad de Towson, escribió que aunque los ucranianos eran mucho más numerosos que los no alemanes en la policía auxiliar, solo el Volksdeutsche de Ucrania, ciudadanos étnicamente alemanes, tenían los roles de liderazgo. Muchos de los que se unieron a las filas de la policía habían servido como milicianos bajo el gobierno soviético desde la invasión de Polonia en 1939. El profesor Tadeusz Piotrowski escribió que la mayoría de la Ukrainische Hilfspolizei en Galitzia provenía de la OUN-B, que fue confirmada por el profesor John-Paul Himka como una etapa de transición importante de la participación de la OUN en el Holocausto. Según Andrew Gregorovich, la composición étnica de la Policía Auxiliar reflejaba la demografía de la tierra e incluía no solo a los ucranianos sino también a los rusos de entre los prisioneros de guerra soviéticos, los polacos reclutados de la población local y el Volksdeutsche de todas las nacionalidades. Sin embargo, Browning y Lower insisten en que, para la administración alemana, nadie más que "los ucranianos y los alemanes de la etnia local podrían contar con su ayuda". Además, según Aleksandr Prusin, la mayoría de los miembros eran étnicamente ucranianos, de ahí el nombre o la fuerza. La policía auxiliar estaba directamente bajo el mando de las SS, los Einsatzgruppen y la administración militar.

## Participación en el Holocausto
El profesor Alexander Statiev de la Universidad Canadiense de Waterloo escribe que la Policía Auxiliar de Ucrania fue el principal autor del Holocausto en territorios soviéticos basados en orígenes étnicos, y que esas unidades de la policía participaron en el exterminio de 150,000 judíos sólo en el área de Volhynia. El historiador alemán Dieter Pohl, en The Shoah in Ukraine escribe que la policía auxiliar estuvo activa durante las operaciones de matanza de los alemanes en las primeras fases de la ocupación alemana. La policía auxiliar registró a los judíos, realizó redadas y vigiló guetos, cargó convoyes en los sitios de ejecución y los acordonó. Existe la posibilidad de que unos 300 policías auxiliares de Kiev hayan ayudado a organizar la masacre en Babi Yar. También participaron en la masacre en Dnipropetrovsk, donde el comandante del campo observó que la cooperación se desarrolló "sin problemas en ninguno de los sentidos". Se conocen casos en los que los comandantes locales ordenaron el asesinato de judíos que utilizan la fuerza policial. En los asesinatos de judíos en Kryvyi Rih se usó a "toda la policía auxiliar ucraniana".

## Persecución de polacos
Definir la nacionalidad de los policías ucranianos que usan las clasificaciones actuales es problemático porque en el este de la Polonia ocupada por los alemanes (Galitzia) no hubo percepción de estado independiente de iure en Ucrania. Algunos ucranianos de la Policía Auxiliar que abrigaban un odio patológico hacia los polacos y los judíos, que resultó en asesinatos en masa, permanecieron formal y legalmente polacos desde el momento anterior a la invasión hasta mucho más tarde. Treinta años después de que terminara la guerra, un expolicía ucraniano, Jan Masłowski (Ivan Maslij) fue reconocido en Rakłowice cerca de Cracovia por los supervivientes polacos de masacres cometidas por la Policía Auxiliar Ucraniana en las ciudades de Szczepiatyn, Dyniska, Tarnoszyn, por ejemplo, en las estaciones de la ciudad. Fue condenado a muerte en Polonia en 1978.
El 13 de noviembre de 1942, miembros de la Ukrainische Hilfspolizei robaron y ejecutaron a 32 polacos y 1 judío en el pueblo de Obórki, ubicado en el voivodato de preguerra de Wołyń. Después del crimen, la aldea fue incendiada. El 16 de diciembre de 1942, los policías ucranianos, encabezados por alemanes, mataron a 360 polacos en Jezierce (el antiguo powiat Rivne).
En Lviv, a fines de febrero y marzo de 1944, la Hilfspolizei Ucraniana arrestó a varios jóvenes de nacionalidad polaca. Muchos de ellos fueron encontrados muertos y sus documentos de identidad fueron robados. La Delegación del Gobierno para Polonia inició las negociaciones con la OUN-B. Cuando fallaron, Kedyw comenzó una acción llamada Nieszpory (Vísperas) donde 11 policías fueron fusilados en represalia y se detuvieron los asesinatos de jóvenes polacos en Lviv.

## Papel en la formación del ejército Insurgente Ucraniano
Para muchos que se unieron a la fuerza policial, el alistamiento sirvió como una oportunidad para recibir entrenamiento militar y acceso directo a las armas. La dirección de OUN de Bandera el 20 de marzo de 1943 emitió instrucciones secretas que ordenaban a sus miembros que se habían unido a la policía auxiliar alemana a desertar con sus armas y unirse al destacamento militar de unidades de la OUN (SD) en Volinia. El número de policías entrenados y armados que en la primavera de 1943 que se unieron a las filas del futuro Ejército Insurgente Ucraniano se estimó en 10,000. En algunos lugares, este proceso involucró un conflicto armado con las fuerzas alemanas mientras intentaban evitar la deserción.

## Batallones

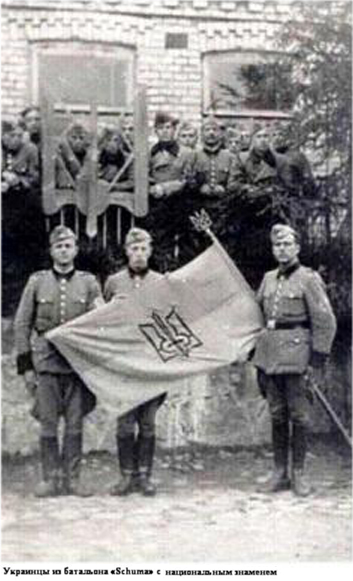
Batallón de un Schutzmannschaft ucraniano fotografiado en 1942.

Para 1942, después de que la administración militar fuera reemplazada por la Gendarmería regular en el Este ocupado, la fuerza de la Schutzmannschaft se había multiplicado por diez. Sin embargo, los nuevos reclutas en su mayoría no estaban integrados en los batallones. En su lugar, asumieron su puesto como milicianos individuales en sustitución de la Ordnungsdienst local. Los Batallones de Seguridad o Schumas (en alemán: Schutzmannschaft Bataillone) comprendían solo un tercio de la fuerza general de la formación. Como norma, la policía llevaba uniformes negros durante las acciones alemanas de antes de la guerra que ya no se usaban y se guardaban en el almacén. Los uniformes negros de la antigua Allgemeine-SS, incluidos sus característicos gorras de campo, simplemente fueron despojados de las insignias alemanas y entregados a la Schutzmannschaft para usarlos con los nuevos parches. Gradualmente, las unidades móviles fueron provistas de uniformes de campo grises. El tamaño deseado de cada batallón era de unos 500 soldados divididos en tres compañías de 140 a 150 hombres cada una, con 50 miembros del personal. Los problemas logísticos para asegurar uniformes suficientes para todos ellos continuaron hasta fines de 1942. Para las armas, los más utilizados fueron los fusiles y pistolas militares rusas capturados. Las ametralladoras permanecieron escasas hasta las últimas etapas de la guerra.
A la mayoría de los batallones se les asignaron números de bloque basados en la composición étnica y nacional para facilitar el reconocimiento. Los que estaban en el sur de Rusia y en el corazón de Ucrania fueron numerados del 101 al 200. Los que operaban en el Centro de Rusia y en Bielorrusia fueron numerados del 51 al 100.  Una excepción fue el Batallón 201, que se formó no en Galitzia, sino en Fráncfort del Óder en octubre de 1941, de miembros del Batallón Nachtigall disuelto, formado originalmente por la OUN-B.
Rusia Central y Bielorrusia
- Schutzmannschaft Bataillon 51 (ukrainische), disuelta en mayo de 1943
- Schutzmannschaft Bataillon 53 (ukrainische), formada en agosto de 1942
- Schutzmannschaft Bataillon 54 (ukrainische), formada en septiembre de 1942
- Schutzmannschaft Bataillon 55 (ukrainische), formada en agosto de 1942
- Schutzmannschaft Wacht Bataillon 57, 61, 62, 63 (ukrainische), desde julio de 1944 como Schutzmannschaft-Brigade Siegling; en agosto, como 30.ª División de Granaderos de las Waffen-SS.[34]

Sur de Rusia y Ucrania
- Schutzmannschaft Bataillons 101, 102, 103, 104 (ukrainische) formados en julio de 1942.
- Schutzmannschaft Bataillons 105, 106 (ukrainische) formados en noviembre de 1942.
- Schutzmannschaft Bataillons 108, 109, 110, 111, 113, 114 (ukrainische) formados en julio de 1942.
- Schutzmannschaft Bataillon 115 (ukrainische) formado en julio de 1942 y transferidos a Bielorrusia de inmediato.[35]
- Schutzmannschaft Bataillons 116, 117 (ukrainische) formados en julio de  1942.
- Schutzmannschaft Bataillon 118, formado en julio de 1942 con ex oficiales soviéticos al mando que pronto fueron enviados a Kiev para formar otros batallones. En diciembre de 1942, trasladado a Minsk.
- Schutzmannschaft Bataillons 119, 120, 121 (ukrainische), formados en noviembre de 1942.
- Schutzmannschaft Battalions 122, 123, 124 (ukrainische), formados en julio de 1942.
- Schutzmannschaft Bataillon 125 (ukrainische), formados en noviembre de 1942.
- Schutzmannschaft Bataillons 129, 130, 131 (ukrainische), formados en julio de 1942.
- Schutzmannschaft Bataillons 134, 136 (ukrainische), formados en noviembre de 1942.
- Schutzmannschaft Bataillons 137, 138, 139, 140 (ukrainische), formados en octubre de 1942.
- Schutzmannschaft Bataillons 143, 144, 145, 146 (ukrainische), formados en agosto de 1942.
- Schutzmannschaft Bataillons 155, 156, 157, 158 (ukrainische), formados en noviembre de 1942.[36]